# Coupe Spengler 1986
Navigation
Édition précédente Édition suivante
La Coupe Spengler 1986 est la 60e édition de la Coupe Spengler. Elle se déroule en décembre 1986 à Davos, en Suisse.

## Règlement du tournoi
Les équipes sont regroupés au sein d'un seul groupe. Les équipes jouent un match contre chacune des autres équipes. Le premier de la poule est déclaré vainqueur de la Coupe Spengler.

## Résultats des matchs et classement
| Clt   | Équipe        | PJ | V | D | N | BP | BC | Pts |
| ----- | ------------- | -- | - | - | - | -- | -- | --- |
| +001, | Sokol Kiev    | 4  | 4 | 0 | 0 | 32 | 15 | 8   |
| +002, | Canada        | 4  | 3 | 1 | 0 | 28 | 16 | 6   |
| +003, | HC Davos      | 4  | 2 | 2 | 0 | 21 | 21 | 4   |
| +004, | TJ VSŽ Košice | 4  | 1 | 3 | 0 | 16 | 16 | 2   |
| +005, | Düsseldorf EG | 4  | 0 | 4 | 0 | 15 | 44 | 0   |

- Qualifié directement pour la finale

## Finale
| 31 décembre | Sokol Kiev | 6-9 (0-3, 3-3, 3-3) | Canada | Eisstadion Davos |